# 7 Andromedae
7 Andromedae este o stea din constelația Andromeda.